# Freistaat Schaumburg-Lippe
Der Freistaat Schaumburg-Lippe war von 1918 bis 1946 ein selbständiges deutsches Land im Deutschen Reich.

## Geschichte

### Vorgeschichte
Schaumburg-Lippe entstand 1647 durch die Aufteilung der Grafschaft Schaumburg unter dem Haus Braunschweig-Lüneburg, den Landgrafen von Hessen-Kassel und den Grafen zur Lippe. Die Existenz des kleinen Territoriums Grafschaft Schaumburg-Lippe war von Beginn an schwierig. Einrichtungen wurden zunächst gemeinsam mit dem hessischen Teil, der Grafschaft Schaumburg, genutzt. Die territoriale Unabhängigkeit war durch die hessischen Landgrafen immer gefährdet. Auch deshalb entwickelte Graf Wilhelm (reg. 1748–1777) eine spezifische Form der Landesverteidigung, bewirkte aber auch eine Überschuldung des Kleinstaates.
Unter Graf Georg Wilhelm (1784–1860) wurde Schaumburg-Lippe Teil des napoleonisch dominierten Rheinbundes (1807). 1815 wurde es zum Fürstentum erhöht und trat dem Deutschen Bund bei und wurde nach 1871 ein Bundesstaat des Deutschen Reiches. Nach dem Ersten Weltkrieg verzichtete Fürst Adolf II. zu Schaumburg-Lippe am 15. November 1918 (Novemberrevolution) als einer der letzten verbliebenen Monarchen in Deutschland auf seinen Thron. Die Regierung wurde für den „Bundesstaat Schaumburg-Lippe bis zur endgültigen Neuregelung der Verhältnisse durch den Arbeiter- und Soldatenrat in Bückeburg übernommen“.

### Nach dem Ersten Weltkrieg
Nach dem Ersten Weltkrieg wurde Schaumburg-Lippe ein Freistaat innerhalb der Weimarer Republik. Der Vorläufigen Verfassung des Freistaates Schaumburg-Lippe vom 14. März 1919 folgte die Verfassung des Freistaates Schaumburg-Lippe von 1922.

In Schaumburg-Lippe stellte die SPD immer die stärkste Fraktion im Landtag, und bis zum März 1933 bildete sie eine regierungsfähige Koalitionsregierung mit der Deutschen Staatspartei. Den von der Landesregierung favorisierten Anschluss des Landes an Preußen lehnte die Bevölkerung in einer Volksabstimmung 1926 mit knapper Mehrheit ab. Ein erneuter Vorstoß zum Anschluss scheiterte 1930 im Landtag an der notwendigen Zwei-Drittel-Mehrheit.
Die Wahlergebnisse sind im Artikel Landtag des Freistaates Schaumburg-Lippe beschrieben.
Verwaltungsmäßig bestand das Land Schaumburg-Lippe aus den Landkreisen Bückeburg und Stadthagen, denen 1934 die kreisfreien Städte Bückeburg und Stadthagen eingegliedert wurden.

### Seit dem Zweiten Weltkrieg
Mit der Verordnung Nr. 46 der britischen Militärregierung vom 23. August 1946, „betreffend die Auflösung der Provinzen des ehemaligen Landes Preußen in der Britischen Zone und ihre Neubildung als selbständige Länder“, erhielt das Land Hannover seine rechtlichen Grundlagen.
Am 23. November 1946 genehmigte die britische Militärregierung die Vereinigung der Länder Braunschweig (mit Ausnahme des östlichen Teils des Landkreises Blankenburg sowie der Exklave Calvörde des Landkreises Helmstedt, die an die sowjetische Besatzungszone fielen und in das Land Sachsen-Anhalt integriert wurden), Hannover (mit Ausnahme des Amtes Neuhaus, das an die sowjetische Besatzungszone fiel und erst 1993 Niedersachsen wieder angegliedert wurde), Oldenburg und Schaumburg-Lippe zum neuen Land Niedersachsen. 1946 wurden die beiden Landkreise zum Landkreis Schaumburg-Lippe mit der Kreisstadt Stadthagen vereinigt. Ein Volksentscheid vom 19. Januar 1975 zur Wiederherstellung des ehemaligen Landes (nach Art. 29 GG) wurde trotz positiven Ausgangs vom Bundesgesetzgeber zurückgewiesen.
Bei der Neuorganisation der Kreise in Niedersachsen wurde der Landkreis am 1. August 1977 mit dem Großteil des Landkreises Grafschaft Schaumburg (Kreisstadt Rinteln) – der seit 1647 zu Hessen-Kassel, ab 1866 zur preußischen Provinz Hessen-Nassau und erst ab 1932 zur Provinz Hannover gehört hatte – zum neuen Landkreis Schaumburg (Kreisstadt Stadthagen) vereinigt. Damit stehen heute die meisten Gebiete, die bis etwa 1647 schaumburgisch waren, wieder unter einer einheitlichen Verwaltung (bis auf Frille, Steinhude, Großenheidorn sowie das schon nach 1640 an das Fürstentum Calenberg gegangene Amt Bokeloh und auch nicht mehr die Stadt Hessisch Oldendorf, die zum Landkreis Hameln-Pyrmont kam).

## Staatsorganisation
Nach der Verfassung des Freistaats Schaumburg-Lippe von 1922 lag die gesetzgebende Gewalt im Wesentlichen beim Landtag, der aus 15 Abgeordneten bestand, die auf drei Jahre durch Verhältniswahl gewählt wurden. Für die ausführende Gewalt war die vom Landtag gewählte Landesregierung zuständig, die ein Kollegium aus fünf Mitgliedern war, davon zwei hauptamtlich und drei nebenamtlich. Der hauptamtliche Vorsitzende der Landesregierung führte den Titel Staatsrat. Die innere Verwaltung gliederte sich in die Landkreise Bückeburg und Stadthagen und die Städte Bückeburg und Stadthagen. 1933 bestanden im Kreis Bückeburg 34 Gemeinden und 3 gemeindefreie Gutsbezirke, im Kreis Stadthagen bestanden neben den Flecken Hagenburg und Steinhude am Meer 32 Gemeinden und 5 gemeindefreie Gutsbezirke. Die Rechtsprechung im Freistaat Schaumburg-Lippe oblag zwei Amtsgerichten (Stadthagen und Bückeburg), einem Landgericht (Landgericht Bückeburg) sowie dem preußischen Oberlandesgericht in Celle, das kraft Staatsvertrag auch für Schaumburg-Lippe zuständig war.

## Regierungschefs
- 1919–1922: Otto Bömers (parteilos) (Staatsrat und Vorsitzender der Landesregierung)
- 1922–1925: Konrad Wippermann (parteilos) (Staatsrat und Vorsitzender der Landesregierung)
- 1925–1927: Erich Steinbrecher (SPD) (Staatsrat und Vorsitzender der Landesregierung)
- 1927–1933: Heinrich Lorenz (Politiker, 1870) (SPD) (Staatsrat und Vorsitzender der Landesregierung)
- 1933: Hans-Joachim Riecke (NSDAP) (Reichskommissar)
- 1933–1945: Karl Dreier (NSDAP) (Landespräsident)
- 1933–1945: Alfred Meyer (NSDAP) (Reichstatthalter für Lippe und Schaumburg-Lippe)
- 1945–1946: Heinrich Bövers (vormals DStP) (Staatsrat und Vorsitzender der Landesregierung), zugleich mit 
Heinrich Drake (Landespräsident von Schaumburg-Lippe und des Landes Lippe, eingesetzt durch die britische Militärregierung)

## Bevölkerung
Der 340,2 km² große Freistaat zählte 1934 50.669 Einwohner, 1939 dann 54.162 Einwohner.

### Religion
Die vorherrschende Religion im Freistaat Schaumburg-Lippe war die Evangelische (98,2 Prozent): die Mitglieder des Fürstenhauses Schaumburg-Lippe gehörten traditionell dem reformierten Bekenntnis an, während die überwiegende Mehrheit der Landesbürger Lutheraner waren. Katholiken (1,3 Prozent) und Juden (0,4 Prozent) bildeten nur kleine religiöse Minderheiten.
Die protestantische Landeskirche hat trotz der Einverleibung des Landes Schaumburg-Lippe im neugebildeten Land Niedersachsen ihre Eigenständigkeit bewahren können und ist heute eine der wohlhabendsten Landeskirchen in Niedersachsen.